# Tetragonia espinosae
Tetragonia espinosae är en isörtsväxtart som beskrevs av Carlos Muñoz. Tetragonia espinosae ingår i släktet tetragonior, och familjen isörtsväxter. Inga underarter finns listade i Catalogue of Life.